# Dromaeosauridae
Dromaeosauridae là một họ khủng long theropoda giống chim. Chúng là động vật ăn thịt có lông nhỏ và vừa, chúng từng phát triển mạnh mẽ vào kỷ Phấn trắng. Tên Dromaeosauridae có nghĩa là 'thằn lằn chạy', từ tiếng Hy Lạp dromeus (δρομευς) có nghĩa là "Người chạy" và sauros nghĩa là "thằn lằn" (σαυρος). Một tên được dùng không chính thức là raptor (theo Velociraptor), một thuật ngữ được dùng trong bộ phim Công viên kỷ Jura, một vài chi có cụm từ "raptor" trong tên chúng để nhấn mạnh các tập tính giống chim.
Hóa thạch Dromaeosauridae đã được tìm thấy ở Bắc Mỹ, Châu Âu, Châu Phi, Nhật Bản, Trung Quốc, Mông Cổ, Madagascar, Argentina và Nam Cực. Chúng xuất hiện lần đầu tiên vào giữa kỉ Jura (cuối Bathonian, khoảng 164 triệu năm trước) và sống sót cho đến khi kết thúc của kỷ Phấn trắng (Maastrichtian, 65,5 triệu năm trước), chúng tồn tại hơn 100 triệu năm, cho đến Sự kiện tuyệt chủng kỷ Creta-Paleogen. Sự hiện diện của Dromaeosauridae vào giữa kỷ Jurassic đã được xác nhận bởi việc khám phá ra răng hóa thạch bị cô lập, mặc dù không có hóa thạch cơ thể dromaeosauridae được tìm thấy từ thời kỳ này.